# Rallye des 1000 lacs 1984
Le Rallye des 1000 lacs 1984 (34 Jyväskylän Suurajot), disputé du 24 au 26 août 1984, est la cent-trente-deuxième manche du championnat du monde des rallyes (WRC) courue depuis 1973, et la neuvième manche du Championnat du monde des rallyes 1984.

## Contexte avant la course

### Le championnat du monde
Ayant succédé en 1973 au championnat international des marques (en vigueur de 1970 à 1972), le championnat du monde des rallyes comprend généralement une douzaine manches, comprenant les plus célèbres épreuves routières internationales, telles le Rallye Monte-Carlo, le Safari ou le RAC Rally. Depuis 1979, le championnat des constructeurs a été doublé d'un championnat pilotes, ce dernier remplaçant l'éphémère Coupe des conducteurs, organisée à seulement deux reprises en 1977 et 1978. Le calendrier 1984 intègre douze manches pour l'attribution du titre de champion du monde des pilotes mais seulement dix sélectives pour le championnat des marques (le Rallye de Suède et le Rallye de Côte d'Ivoire en étant exclus). Les épreuves sont réservées aux catégories suivantes :
- Groupe N : voitures de grande production de série, ayant au minimum quatre places, fabriquées à au moins 5000 exemplaires en douze mois consécutifs ; modifications très limitées par rapport au modèle de série (bougies, amortisseurs).
- Groupe A : voitures de tourisme de grande production, fabriquées à au moins 5000 exemplaires en douze mois consécutifs, avec possibilité de modifications des pièces d'origine ; poids minimum fonction de la cylindrée.
- Groupe B : voitures de grand tourisme, fabriquées à au moins 200 exemplaires en douze mois consécutifs, avec possibilité de modifications des pièces d'origine (extension d'homologation portant sur 10% de la production[2]).

Après avoir perdu le titre constructeurs 1983 face à la Scuderia Lancia, l'équipe Audi Sport est presque assurée de remporter le championnat cette saison. Le constructeur allemand a remporté cinq des sept manches déjà disputées (Monte-Carlo avec Walter Röhrl, Portugal avec Hannu Mikkola, Acropole, Nouvelle-Zélande et Argentine avec Stig Blomqvist). Avec 28 points d'avance sur Lancia (vainqueur au Tour de Corse grâce à Markku Alén), une troisième place en Finlande assurerait définitivement le titre à Audi, la quatrième place serait même suffisante si la marque italienne ne remportait pas l'épreuve. Blomqvist est de son côté bien parti pour conquérir son premier titre de champion du monde, le pilote suédois (qui s'est également imposé au Rallye de Suède) comptant 17 points d'avance sur son coéquipier Mikkola et 28 sur Alén.

### L'épreuve
Organisé pour la première fois en 1951 à l'initiative du pilote finlandais Pentti Barck, le « Jyväskylän Suurajot » (grand prix de Jyväskylä), le rallye de Finlande fut communément baptisé Rallye des 1000 lacs à partir de 1954. Disputé sur les très rapides chemins forestiers de Finlande centrale, c'est l'épreuve la plus impressionnante de la saison, avec une vitesse moyenne d'environ 110 km/h, les voitures approchant souvent les 200 km/h en pointe. Les pistes larges, jonchées de bosses, sont le théâtre de sauts spectaculaires qui font la joie des nombreux spectateurs. Les reconnaissances ne pouvant être effectuées à grande vitesse, seuls les pilotes locaux connaissent parfaitement les pièges du parcours et, à trois exceptions près, la victoire est toujours revenue à un Finlandais. S'étant imposé à sept reprises entre 1968 et 1983, Hannu Mikkola est le plus titré sur cette épreuve.

## Le parcours
- départ : 24 août 1984 de Jyväskylä
- arrivée : 26 août 1984 à Jyväskylä

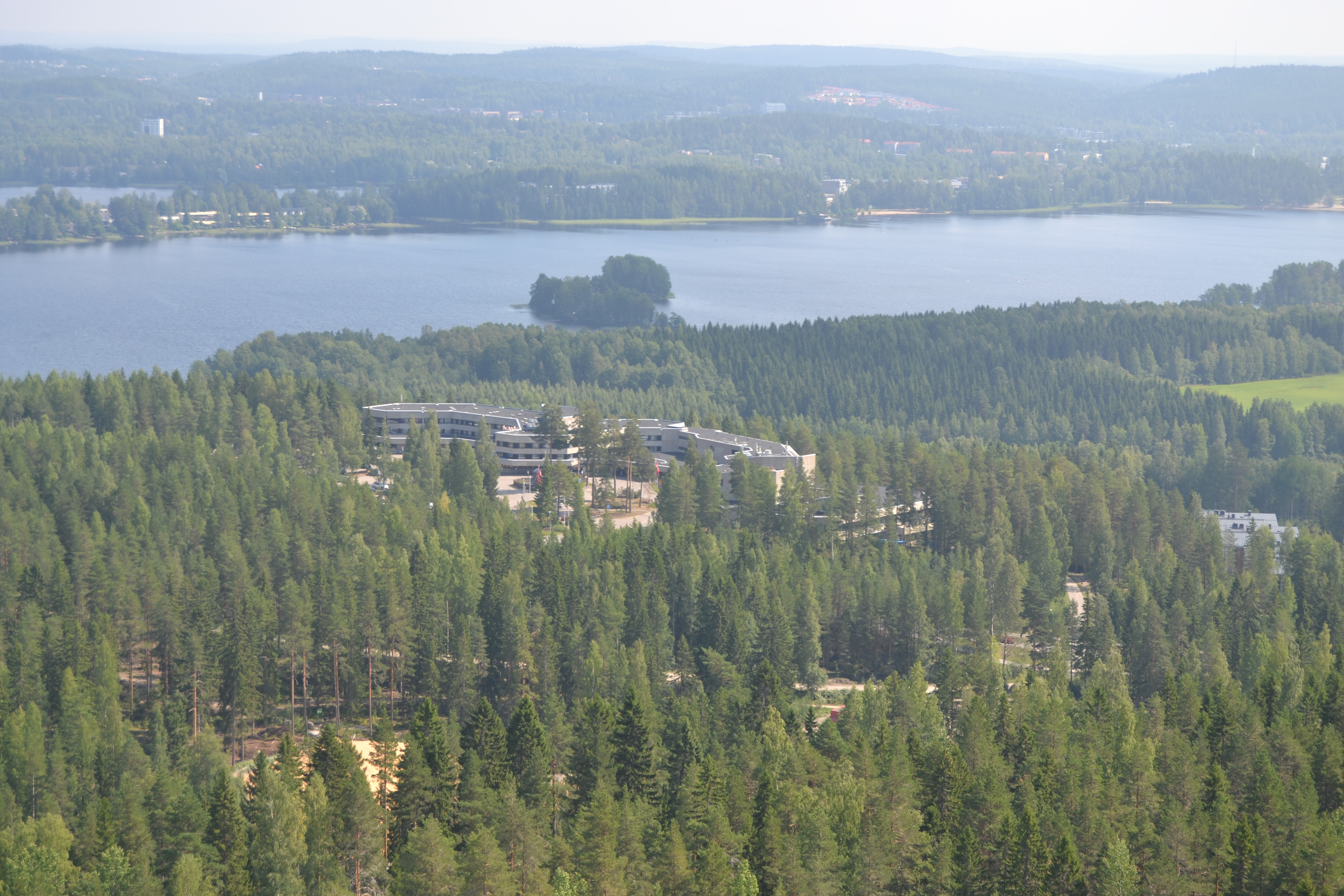
L'arrivée aura lieu à la station Laajavuori, dans le quartier Kortepohja de Jyväskylä, au cœur des lacs finlandais.

- distance : 1 420,04 km dont 457,27 km sur 50 épreuves spéciales (51 épreuves spéciales initialement prévues pour un total de 460,96 km)
- surface : terre et gravier
- Parcours divisé en cinq étapes[4]

### Première étape
- Jyväskylä - Jämsä - Jyväskylä, du 24 au 25 août
- 10 épreuves spéciales, 113,65 km (11 épreuves spéciales initialement prévues pour un total de 117,34 km)

### Deuxième étape
- Jyväskylä - Pieksämäki - Jyväskylä, le 25 août
- 9 épreuves spéciales, 76,32 km

### Troisième étape
- Jyväskylä - Jämsä - Kalpallina, le 25 août
- 14 épreuves spéciales, 131,43 km

### Quatrième étape
- Kalpallina - Tampere - Mänttä, du 25 au 26 août
- 13 épreuves spéciales, 109,89 km

### Cinquième étape
- Mänttä - Jyväskylä, le 26 août
- 4 épreuves spéciales, 31,98 km

## Les forces en présence
- Lancia

La Scuderia Lancia a engagé deux Rally 037 groupe B pour Markku Alén et Henri Toivonen. Relativement courtes (3,90 m), très agiles, ces berlinettes à moteur central arrière pèsent 980 kg en configuration «terre». Leur bloc quatre cylindres, dérivé de la Fiat 131 Abarth, est alimenté par un système d'injection mécanique Bosch Kugelfischer associé à un compresseur volumétrique Abarth. D'une cylindrée de 2 111 cm3, il développe 325 à 8000 tr/min. Les Lancia sont chaussées de pneus Pirelli.
- Audi

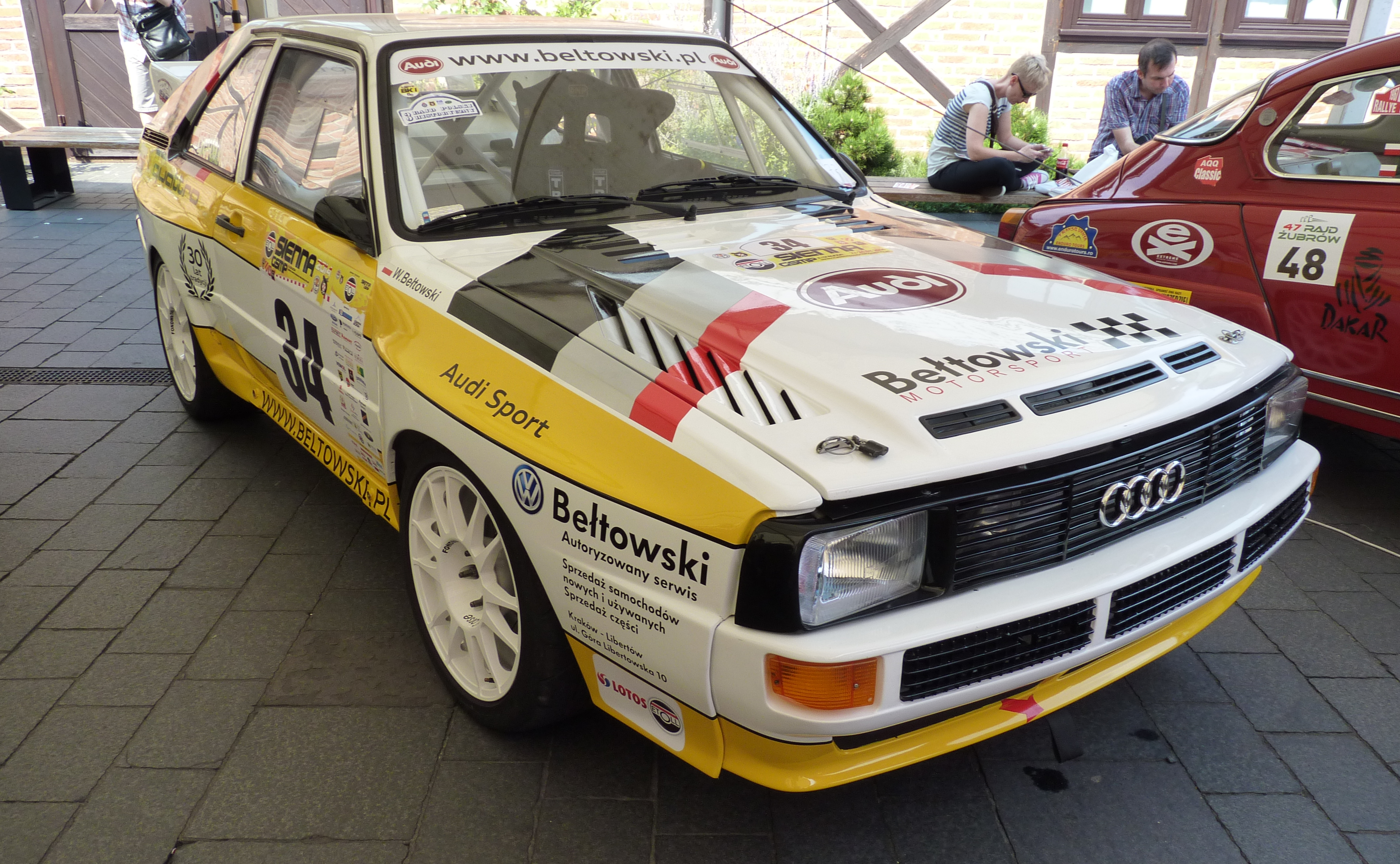
L'Audi Sport Quattro groupe B, la plus puissante du plateau.

Audi Sport aligne deux Sport Quattro groupe B pour Hannu Mikkola et Michèle Mouton, ainsi qu'une Quattro A2 groupe B pour Stig Blomqvist. Apparues en Corse, les Sport Quattro ont bénéficié depuis de longues séances de mise au point mais restent toutefois délicates à manier, en particulier dans les secteurs sinueux, et manquent encore de fiabilité. Placé longitudinalement à l'avant, leur moteur cinq cylindres de 2110 cm3 dispose d'un double arbre à cames en tête et d'une culasse à vingt soupapes. Alimenté par un système d'injection électronique Bosch LH-Jetronic et gavé par un turbocompresseur KKK taré à 1,7 bars, il développe 420 chevaux à 7500 tr/min. La transmission, intégrale, comporte un différentiel avant classique, un différentiel central et un autobloquant à l'arrière. La boîte de vitesses à cinq rapports est positionnée derrière le train avant. Pesant un peu plus d'une tonne, la Sport Quattro se caractérise par son empattement très court (2,20 m), le plus faible du plateau. D'une architecture semblable, la Quattro A2 est plus longue (2,52 m d'empattement) et plus lourde (plus de 1100 kg), mais également moins puissante, son moteur de 2121 cm3 à simple arbre à cames en tête et culasse dix soupapes délivrant 360 chevaux à 7000 tr/min. Sa fiabilité éprouvée devrait toutefois permettre à Blomqvist de marquer des points cruciaux pour les titres pilotes et constructeurs. Les voitures officielles sont épaulés par les Quattro A2 privées de Per Eklund, Lasse Lampi et Antero Laine. La marque est également représentée en groupe A, avec notamment les 80 Quattro (1150 kg, transmission intégrale, 5 cylindres, 2121 cm3, 190 chevaux) de Mikael Ericsson et Mika Arpiainen. Les Audi utilisent des pneus Michelin.
- Toyota

Le Toyota Team Europe a préparé deux Celica TCT groupe B pour Björn Waldegård et Juha Kankkunen. Ces coupés à transmission classique pèsent 1000 kg. Ils sont dotés d'un quatre cylindres de 2090 cm3 à double arbre à cames en tête, alimenté par un système d'injection électronique Nippondenso, associé à un turbocompresseur KKK. Leur puissance est de 370 chevaux à 8500 tr/min. Toyota utilise des pneus Pirelli.
- Nissan

Premier pilote du Team Nissan Europe, Timo Salonen est en convalescence après une opération dorsale. Il ne peut disputer son épreuve nationale, son compatriote Pentti Airikkala pilotant pour la circonstance sa 240RS groupe B. Pesant 1020 kg, ce coupé est motorisé par un quatre cylindres atmosphérique de 2340 cm3 alimenté par deux carburateurs double corps Solex, développant 265 chevaux à 8000 tr/min. Engagés par Nissan Finland, Erkki Pitkänen et Peter Geitel disposent de modèles identiques, tout comme le pilote privé britannique Terry Kaby. Contrairement à ses coéquipiers, qui utilisent des pneus Dunlop de fabrication japonaise, Kaby a opté pour des Michelin TRX.
- Peugeot

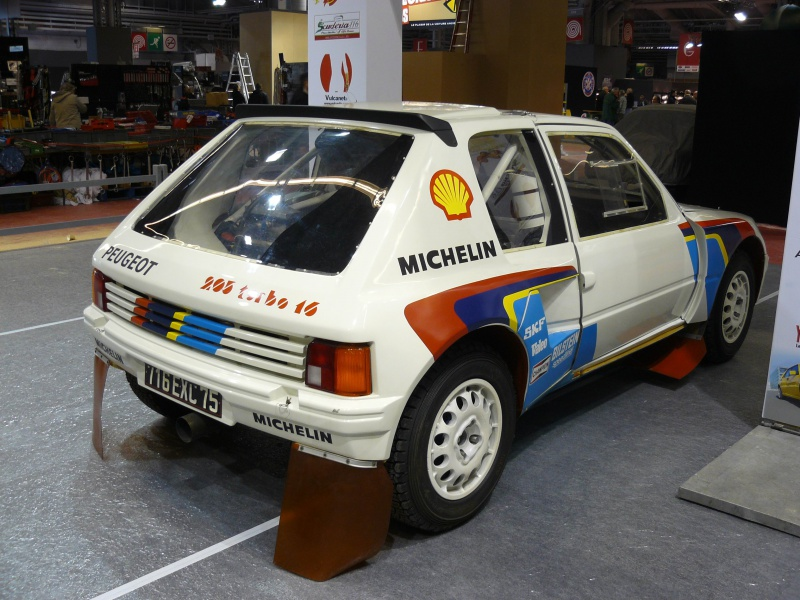
La Peugeot 205 Turbo 16 : moteur central arrière, 4 roues motrices.

Peugeot-Talbot Sport aligne une seule 205 Turbo 16 groupe B en Finlande, pour Ari Vatanen. C'est la troisième sortie en championnat de cette voiture qui a dévoilé un énorme potentiel dès ses premières courses, alliant motricité et maniabilité, sa longueur n'excédant pas 3,83 mètres. Son architecture originale concilie moteur central transversal arrière et transmission intégrale, avec répartition variable de la puissance entre l'avant et l'arrière grâce à un visco-coupleur central. Le moteur quatre cylindres de 1775 cm3 à double arbre à cames en tête et culasse seize soupapes est alimenté par un système d'injection électronique Bosch associé à un turbocompresseur KKK. Avec une pression de suralimentation de 2,4 bars, il délivre 350 chevaux à 7500 tr/min. Grâce à l'emploi de kevlar pour les carénages et certains éléments de carrosserie, le poids de la voiture a été ramené de 1030 à 995 kg. La 205 utilise le même type de pneus Michelin que les Audi Quattro.
- Renault

Philips Autoradio engage une 5 Turbo groupe B pour Bruno Saby, le pilote grenoblois disputant son deuxième rallye des 1000 lacs après une première tentative dix ans plus tôt. Il pilote ici la même voiture qu'au dernier Rallye des 1000 Pistes ; équipée d'un moteur central arrière de 1397 cm3 avec système d'injection Bosch K-Jetronic et turbocompresseur Garrett, elle dispose de 300 chevaux à 7000 tr/min pour un poids de 960 kg en configuration «terre». Elle est chaussée de pneus Michelin.
- Volkswagen

Volkswagen Motorsport aligne pour la première fois sa Golf II, récemment homologuée en groupe A. Elle est confiée à Kalle Grundel, qui disposait jusqu'alors de l'ancien modèle. La nouveauté utilise toujours le quatre cylindres de 1781 cm3 à injection mécanique Bosch, d'une puissance de 174 chevaux. Freinage et suspension ont été renforcés, le poids restant contenu à 880 kg. Elle est chaussée de pneus Pirelli.
- Citroën

Citroën Compétition est présent avec trois Citroën Visa 1000 Pistes groupe B, aux mains de Philippe Wambergue, Maurice Chomat et Christian Rio. Ces petites berlines de 785 kg sont dotées d'une transmission intégrale permanente. En position transversale avant, le petit quatre cylindres de 1434 cm3, alimenté par deux carburateurs Weber double corps, délivre 140 chevaux à 6500 tr/min. Le pilote privé Olivier Tabatoni pilote un modèle identique. Les Visa utilisent des pneus Michelin TRX.

## Déroulement de la course

### Première étape
Les concurrents partent de Jyväskylä le vendredi soir. C'est Stig Blomqvist qui se montre le plus rapide à l'issue du premier tronçon chronométré, plaçant une seconde son Audi Quattro en tête du rallye une seconde devant la Peugeot 205 Turbo 16 d'Ari Vatanen. Lasse Lampi a déjà abandonné, moteur cassé sur son Audi. Dès le secteur suivant, Markku Alén passe à l'attaque et remporte cinq épreuves consécutives, propulsant sa Lancia à la première place. Malgré l'annulation des résultats de la spéciale de Humalamäki à cause de la sortie dans le public de la Vauxhall du Britannique Julian Roderick, faisant plusieurs blessés, Alén compte à mi-étape seize secondes d'avance sur Vatanen et vingt-cinq sur Blomqvist. Effectué de nuit, le retour sur Jyväskylä va permettre à Vatanen de grignoter son retard sur Alén, le pilote Peugeot achevant l'étape à seulement deux secondes de son compatriote. Gêné par des problèmes d'allumage, Blomqvist est à plus d'une minute ; il a perdu la troisième place au profit de son coéquipier Hannu Mikkola. Sur la deuxième Lancia, Henri Toivonen n'est qu'à une poignée de secondes derrière, malgré une panne de compresseur qui lui a coûté plus d'une demi-minute. De sérieux problèmes de tenue de route ont empêché Michèle Mouton de figurer aux avant-postes ; à près de cinq minutes des meilleurs, sa Quattro ne pointe qu'au huitième rang, derrière la Toyota de Juha Kankkunen et l'Audi privée de Per Eklund. Après la sortie de route de Kalle Grundel (Volkswagen Golf), c'est la Fiat Ritmo de Mikael Sundström (treizième au classement général) quidomine le groupe A.

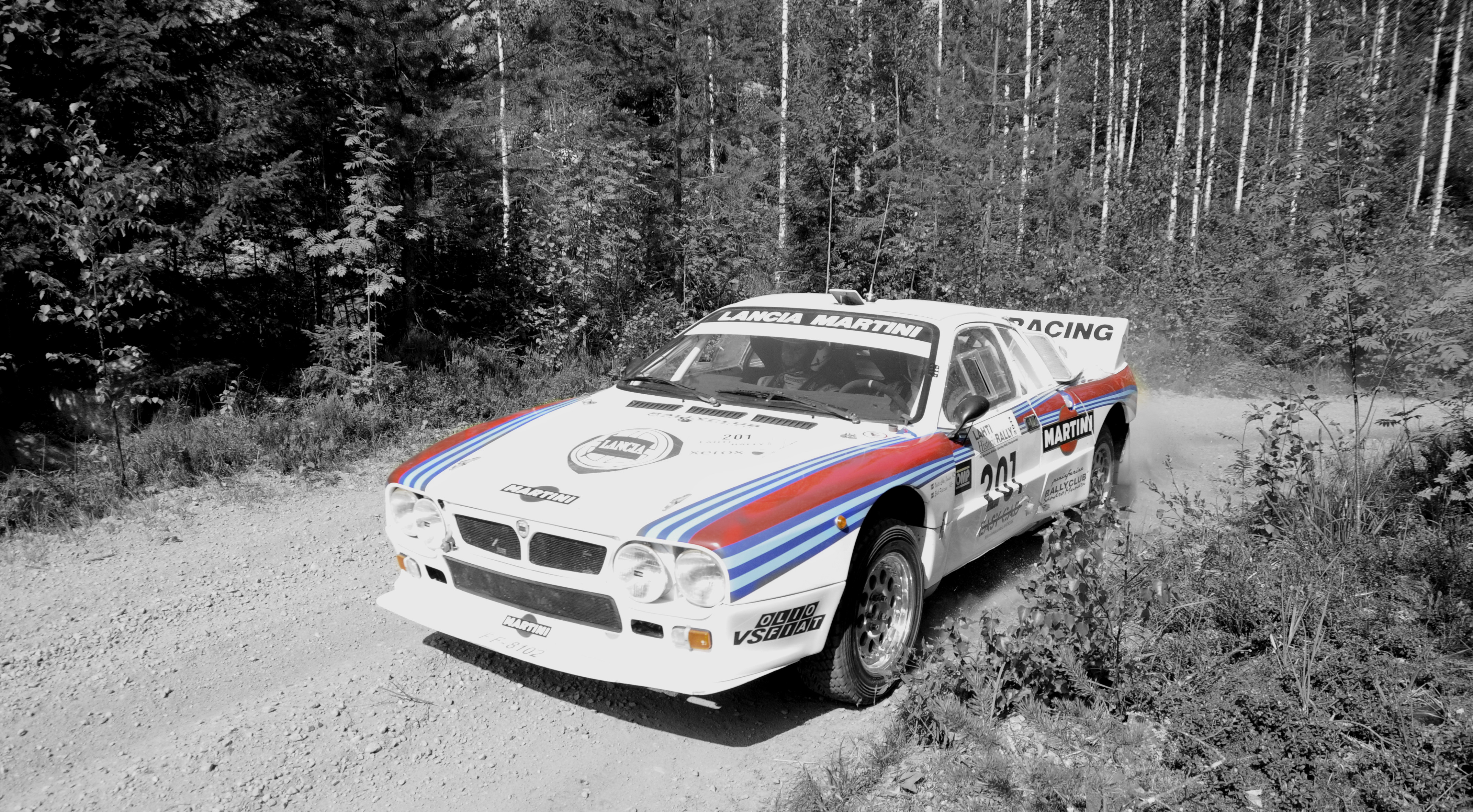
La Lancia Rally 037, en tête à l'issue de la première étape grâce à Markku Alén.

| Pos. | Pilote           | Copilote                | Voiture                     | Groupe | Temps           | Écart        |
| ---- | ---------------- | ----------------------- | --------------------------- | ------ | --------------- | ------------ |
| 1    | Markku Alén      | Ilkka Kivimäki          | Lancia Rally 037            | B      | 58 min 37 s     |              |
| 2    | Ari Vatanen      | Terry Harryman          | Peugeot 205 Turbo 16        | B      | 58 min 39 s     | + 2 s        |
| 3    | Hannu Mikkola    | Arne Hertz              | Audi Sport Quattro          | B      | 59 min 53 s     | + 1 min 16 s |
| 4    | Stig Blomqvist   | Björn Cederberg         | Audi Quattro A2             | B      | 59 min 58 s     | + 1 min 21 s |
| 5    | Henri Toivonen   | Juha Piironen           | Lancia Rally 037            | B      | 1 h 00 min 01 s | + 1 min 24 s |
| 6    | Juha Kankkunen   | Fred Gallagher          | Toyota Celica Twincam Turbo | B      | 1 h 01 min 18 s | + 2 min 41 s |
| 7    | Per Eklund       | Dave Whittock           | Audi Quattro A2             | B      | 1 h 01 min 36 s | + 2 min 59 s |
| 8    | Michèle Mouton   | Fabrizia Pons           | Audi Sport Quattro          | B      | 1 h 03 min 36 s | + 4 min 59 s |
| 9    | Pentti Airikkala | Seppo Harjanne          | Nissan 240RS                | B      | 1 h 03 min 49 s | + 5 min 12 s |
| 10   | Erkki Pitkänen   | Rolf Mesterton          | Nissan 240RS                | B      | 1 h 04 min 01 s | + 5 min 24 s |
| 11   | Björn Waldegård  | Hans Thorszelius        | Toyota Celica Twincam Turbo | B      | 1 h 04 min 05 s | + 5 min 28 s |
| 12   | Kalevi Aho       | Timo Hakala             | Opel Manta 400              | B      | 1 h 05 min 12 s | + 6 min 35 s |
| 13   | Mikael Sundström | Voitto Silander         | Fiat Ritmo Abarth 130 TC    | A      | 1 h 05 min 30 s | + 6 min 53 s |
| 14   | Jouko Pöysti     | Reijo Savolin           | Opel Ascona 400             | B      | 1 h 05 min 38 s | + 7 min 01 s |
| 15   | Mikael Ericsson  | Rolf Melleroth          | Audi 80 Quattro             | A      | 1 h 05 min 39 s | + 7 min 02 s |
| 16   | Mika Arpiainen   | Timo Hantunen           | Audi 80 Quattro             | A      | 1 h 05 min 42 s | + 7 min 05 s |
| 17   | Peter Geitel     | Kaj Häkkinen            | Nissan 240RS                | B      | 1 h 06 min 31 s | + 7 min 54 s |
| 18   | Tomi Palmqvist   | Juha Saarinen           | Ford Escort RS              | B      | 1 h 06 min 46 s | + 8 min 09 s |
| 19   | Bruno Saby       | Jean-François Fauchille | Renault 5 Turbo             | B      | 1 h 06 min 52 s | + 8 min 15 s |
| 20   | Terry Kaby       | Kevin Gormley           | Nissan 240RS                | B      | 1 h 06 min 54 s | + 8 min 17 s |

### Deuxième étape
Les équipages repartent de Jyväskylä le samedi matin. Alén ne conserve pas longtemps le commandement de la course, bientôt dépassé par Vatanen qui va remporter huit des neuf épreuves spéciales de la matinée. Malgré une sortie de route due à un blocage de boîte de vitesses dans l'avant-dernier tronçon chronométré, Alén se maintient à la deuxième place, mais à l'arrivée de l'étape son retard dépasse la minute. Respectivement troisième et quatrième, Mikkola et Blomqvist ont creusé l'écart sur Toivonen, tandis que leur coéquipière Michèle Mouton a dû renoncer, ayant terminé hors délai après une sortie de route dans le secteur d'Alajoki. À cinq minutes des premiers, Eklund et Kankunnen continuent à se disputer âprement la sixième place, une seule seconde les séparant à leur retour au parc fermé. Treizième du classement sur son Audi 80, Mikael Ericsson a dépassé Sundström et pris la tête du groupe A. 106 voitures restent encore en course.
| Pos. | Pilote           | Copilote                | Voiture                     | Groupe | Temps           | Écart         |
| ---- | ---------------- | ----------------------- | --------------------------- | ------ | --------------- | ------------- |
| 1    | Ari Vatanen      | Terry Harryman          | Peugeot 205 Turbo 16        | B      | 1 h 37 min 56 s |               |
| 2    | Markku Alén      | Ilkka Kivimäki          | Lancia Rally 037            | B      | 1 h 39 min 09 s | + 1 min 13 s  |
| 3    | Hannu Mikkola    | Arne Hertz              | Audi Sport Quattro          | B      | 1 h 39 min 56 s | + 2 min 00 s  |
| 4    | Stig Blomqvist   | Björn Cederberg         | Audi Quattro A2             | B      | 1 h 40 min 08 s | + 2 min 12 s  |
| 5    | Henri Toivonen   | Juha Piironen           | Lancia Rally 037            | B      | 1 h 40 min 36 s | + 2 min 40 s  |
| 6    | Per Eklund       | Dave Whittock           | Audi Quattro A2             | B      | 1 h 42 min 52 s | + 4 min 56 s  |
| 7    | Juha Kankkunen   | Fred Gallagher          | Toyota Celica Twincam Turbo | B      | 1 h 42 min 53 s | + 4 min 57 s  |
| 8    | Björn Waldegård  | Hans Thorszelius        | Toyota Celica Twincam Turbo | B      | 1 h 46 min 23 s | + 8 min 27 s  |
| 9    | Erkki Pitkänen   | Rolf Mesterton          | Nissan 240RS                | B      | 1 h 46 min 50 s | + 8 min 54 s  |
| 10   | Pentti Airikkala | Seppo Harjanne          | Nissan 240RS                | B      | 1 h 47 min 10 s | + 9 min 14 s  |
| 11   | Kalevi Aho       | Timo Hakala             | Opel Manta 400              | B      | 1 h 49 min 14 s | + 11 min 18 s |
| 12   | Jouko Pöysti     | Reijo Savolin           | Opel Ascona 400             | B      | 1 h 49 min 20 s | + 11 min 24 s |
| 13   | Mikael Ericsson  | Rolf Melleroth          | Audi 80 Quattro             | A      | 1 h 49 min 24 s | + 11 min 28 s |
| 14   | Antero Laine     | Risto Virtanen          | Audi Quattro A2             | B      | 1 h 49 min 53 s | + 11 min 57 s |
| 15   | Bruno Saby       | Jean-François Fauchille | Renault 5 Turbo             | B      | 1 h 50 min 04 s | + 12 min 08 s |
| 16   | Mikael Sundström | Voitto Silander         | Fiat Ritmo Abarth 130 TC    | A      | 1 h 50 min 11 s | + 12 min 15 s |
| 17   | Tomi Palmqvist   | Juha Saarinen           | Ford Escort RS              | B      | 1 h 50 min 15 s | + 12 min 19 s |
| 18   | Peter Geitel     | Kaj Häkkinen            | Nissan 240RS                | B      | 1 h 06 min 31 s | + 7 min 54 s  |
| 19   | Terry Kaby       | Kevin Gormley           | Nissan 240RS                | B      | 1 h 51 min 18 s | + 13 min 22 s |
| 20   | Risto Kauppinen  | Timo Hirvelä            | Ford Escort RS              | B      | 1 h 51 min 27 s | + 13 min 31 s |

### Troisième étape

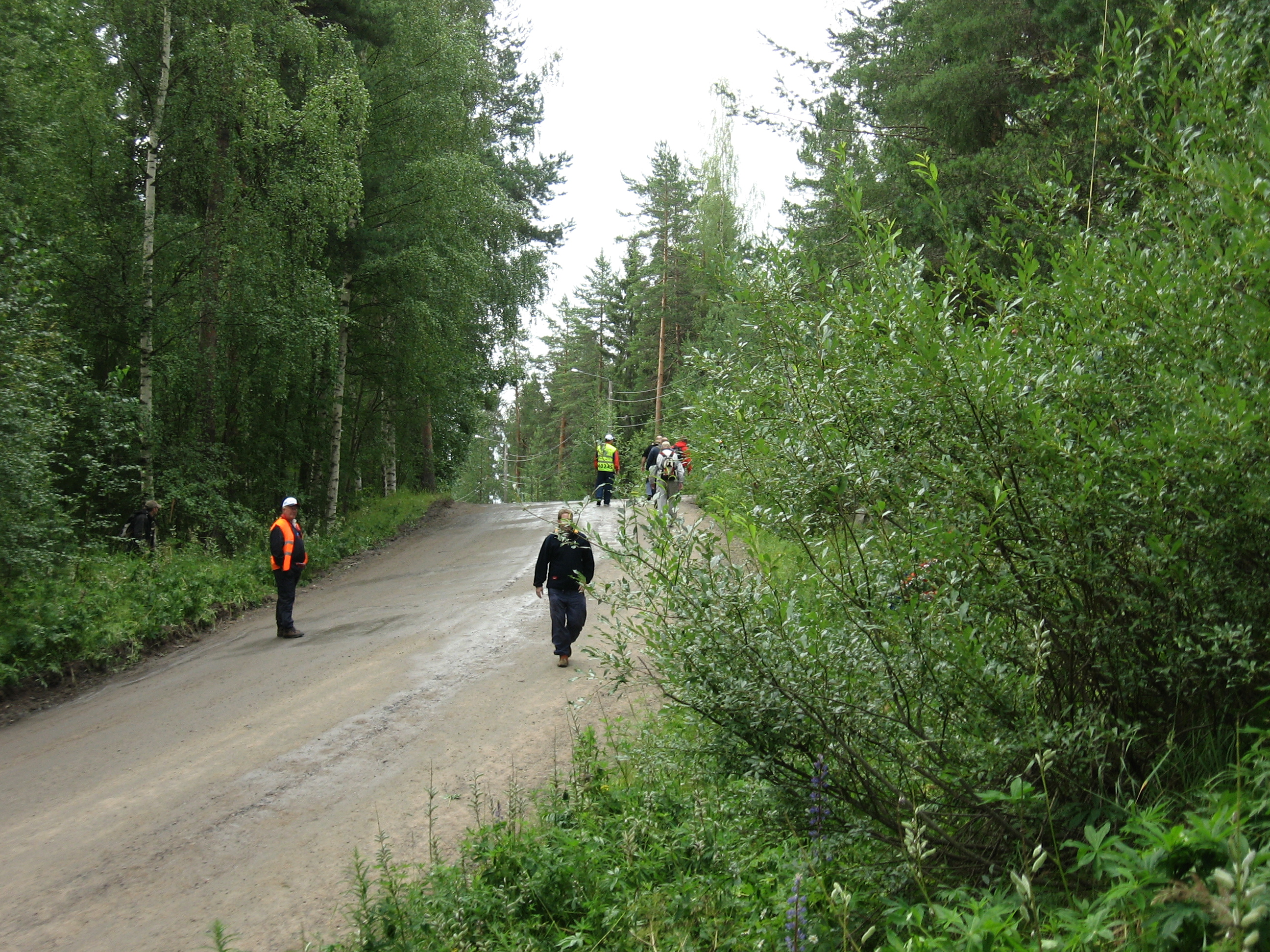
Ouninpohja, un des secteurs les plus difficiles de la troisième étape.

Après seulement une heure et demie de pause, les concurrents reprennent la route en début d'après-midi, en direction du sud. Sans surprise, Vatanen continue à accroître progressivement son avance sur Alén. Contrôlant parfaitement la course, il rallie Kalpallina avec près de deux minutes d'avance sur son principal adversaire. Ayant haussé le rythme en début d'étape, Mikkola a vaillamment défendu sa troisième place mais dans le sinueux secteur d'Ouninpohja la brutalité du moteur de la Sport Quattro l'a empêché de défendre ses chances, et le champion du monde y a concédé plus d'une demi-minute, rétrogradant à la quatrième place derrière son coéquipier Blomqvist. Dans le secteur suivant, à la réception d'une bosse, le boîtier de direction a cassé net et entraîné sortie de route et abandon du septuple vainqueur de l'épreuve. En fin d'étape, la lutte a été très serrée entre Blomqvist et Toivonen, le Finlandais ayant momentanément pris l'avantage. Le pilote Audi a finalement retrouvé la troisième place après la dernière spéciale, terminant la journée avec une seule seconde d'avance sur la deuxième Lancia. Eklund et Kankkunen se sont également livré un beau duel pour les places suivantes : respectivement cinquième et sixième, ils ne sont séparés que de dix secondes. Alors qu'il évoluait en huitième position après avoir été retardé par des problèmes de transmission lors de la première journée, Björn Waldegård a dû renoncer, le joint de culasse de sa Toyota ayant lâché. Bénéficiant des abandons, Ericsson, toujours en tête du groupe A, est désormais onzième.
| Pos. | Pilote           | Copilote                | Voiture                     | Groupe | Temps           | Écart         |
| ---- | ---------------- | ----------------------- | --------------------------- | ------ | --------------- | ------------- |
| 1    | Ari Vatanen      | Terry Harryman          | Peugeot 205 Turbo 16        | B      | 2 h 45 min 15 s |               |
| 2    | Markku Alén      | Ilkka Kivimäki          | Lancia Rally 037            | B      | 2 h 47 min 05 s | + 1 min 50 s  |
| 3    | Stig Blomqvist   | Björn Cederberg         | Audi Quattro A2             | B      | 2 h 48 min 35 s | + 3 min 20 s  |
| 4    | Henri Toivonen   | Juha Piironen           | Lancia Rally 037            | B      | 2 h 48 min 36 s | + 3 min 21 s  |
| 5    | Per Eklund       | Dave Whittock           | Audi Quattro A2             | B      | 2 h 53 min 21 s | + 8 min 06 s  |
| 6    | Juha Kankkunen   | Fred Gallagher          | Toyota Celica Twincam Turbo | B      | 2 h 53 min 31 s | + 8 min 16 s  |
| 7    | Erkki Pitkänen   | Rolf Mesterton          | Nissan 240RS                | B      | 3 h 00 min 40 s | + 15 min 25 s |
| 8    | Bruno Saby       | Jean-François Fauchille | Renault 5 Turbo             | B      | 3 h 03 min 34 s | + 18 min 19 s |
| 9    | Kalevi Aho       | Timo Hakala             | Opel Manta 400              | B      | 3 h 04 min 02 s | + 18 min 47 s |
| 10   | Jouko Pöysti     | Reijo Savolin           | Opel Ascona 400             | B      | 3 h 04 min 05 s | + 18 min 50 s |
| 11   | Mikael Ericsson  | Rolf Melleroth          | Audi 80 Quattro             | A      | 3 h 04 min 35 s | + 19 min 20 s |
| 12   | Peter Geitel     | Kaj Häkkinen            | Nissan 240RS                | B      | 3 h 04 min 50 s | + 19 min 35 s |
| 13   | Terry Kaby       | Kevin Gormley           | Nissan 240RS                | B      | 3 h 07 min 14 s | + 21 min 59 s |
| 14   | Mikael Sundström | Voitto Silander         | Fiat Ritmo Abarth 130 TC    | A      | 3 h 07 min 35 s | + 22 min 20 s |
| 15   | Risto Kauppinen  | Timo Hirvelä            | Ford Escort RS              | B      | 3 h 07 min 37 s | + 22 min 22 s |
| 16   | Olivier Tabatoni | Jean De Alexandris      | Citroën Visa 1000 Pistes    | B      | 3 h 12 min 04 s | + 26 min 49 s |

### Quatrième étape
Les équipages repartent de Kalpallina peu avant minuit, en direction de Mänttä. Confortablement installé en tête, Vatanen va dès lors se contenter de contrôler son avance sur Alén. Derrière, Blomqvist et Toivonen se disputent toujours la troisième place, le Finlandais prenant toutefois un avantage décisif après une série de quatre meilleurs temps consécutifs, reléguant son adversaire à plus de quarante secondes derrière lui. Régulièrement plus rapide qu'Eklund, Kankkunen s'est d'emblée assuré la cinquième place et les dernières épreuves nocturnes n'apporteront aucun bouleversement parmi les favoris. À l'arrivée de l'étape, Vatanen conserve plus d'une minute et demie d'avance sur Alén. Toivonen, troisième, est deux minutes plus loin, avec un avantage de quarante-cinq secondes sur Blomqvist. Viennent ensuite Kankunnen et Eklund, à plus de dix minutes de la voiture de tête. Auteur d'une course très régulière, Bruno Saby (sur Renault 5 Turbo) pointe au huitième rang, derrière la Nissan d'Erkki Pitkänen. Ericsson et Sundström ont tous deux abandonné au début de la nuit sur problèmes de transmission, laissant le pilote local Timo Metsamäki, seizième sur son Opel Ascona privée, en tête du groupe A.

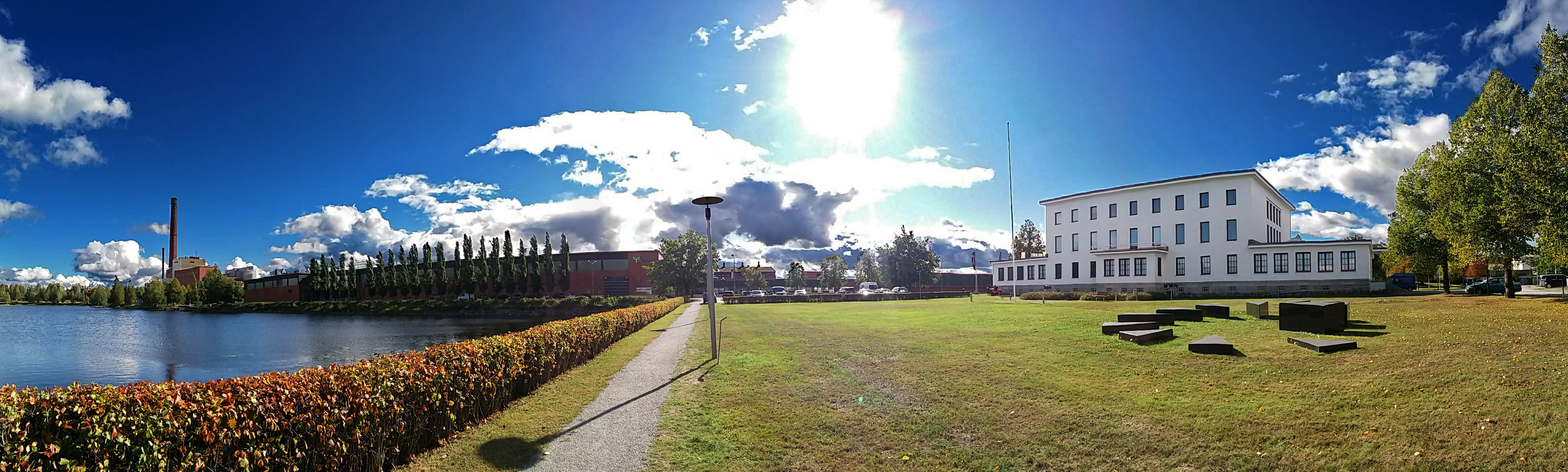
Mänttä, terme de la quatrième étape.

| Pos. | Pilote           | Copilote                | Voiture                     | Groupe | Temps           | Écart         |
| ---- | ---------------- | ----------------------- | --------------------------- | ------ | --------------- | ------------- |
| 1    | Ari Vatanen      | Terry Harryman          | Peugeot 205 Turbo 16        | B      | 3 h 50 min 54 s |               |
| 2    | Markku Alén      | Ilkka Kivimäki          | Lancia Rally 037            | B      | 3 h 52 min 33 s | + 1 min 39 s  |
| 3    | Henri Toivonen   | Juha Piironen           | Lancia Rally 037            | B      | 3 h 54 min 41 s | + 3 min 47 s  |
| 4    | Stig Blomqvist   | Björn Cederberg         | Audi Quattro A2             | B      | 3 h 55 min 26 s | + 4 min 32 s  |
| 5    | Juha Kankkunen   | Fred Gallagher          | Toyota Celica Twincam Turbo | B      | 4 h 01 min 00 s | + 10 min 06 s |
| 6    | Per Eklund       | Dave Whittock           | Audi Quattro A2             | B      | 4 h 01 min 27 s | + 10 min 33 s |
| 7    | Erkki Pitkänen   | Rolf Mesterton          | Nissan 240RS                | B      | 4 h 13 min 48 s | + 22 min 54 s |
| 8    | Bruno Saby       | Jean-François Fauchille | Renault 5 Turbo             | B      | 4 h 15 min 51 s | + 24 min 57 s |
| 9    | Kalevi Aho       | Timo Hakala             | Opel Manta 400              | B      | 4 h 17 min 01 s | + 26 min 07 s |
| 10   | Jouko Pöysti     | Reijo Savolin           | Opel Ascona 400             | B      | 4 h 17 min 20 s | + 26 min 26 s |
| 11   | Peter Geitel     | Kaj Häkkinen            | Nissan 240RS                | B      | 4 h 19 min 34 s | + 28 min 40 s |
| 12   | Terry Kaby       | Kevin Gormley           | Nissan 240RS                | B      | 4 h 21 min 56 s | + 31 min 02 s |
| 13   | Risto Kauppinen  | Timo Hirvelä            | Ford Escort RS              | B      | 4 h 22 min 20 s | + 31 min 26 s |
| 14   | Olivier Tabatoni | Jean De Alexandris      | Citroën Visa 1000 Pistes    | B      | 4 h 27 min 49 s | + 36 min 55 s |
| 15   | Teemu Tahko      | Juha Repo               | Opel Manta i200             | B      | 4 h 27 min 58 s | + 37 min 04 s |
| 16   | Timo Metsamäki   | Juhani Isotalo          | Opel Ascona i2000           | A      | 4 h 30 min 45 s | + 39 min 51 s |

### Cinquième étape
Avec seulement trente-deux kilomètres chronométrés, l'étape du dimanche matin est la plus courte. Sauf incident, les positions sont acquises. Sans forcer, Vatanen réalise le meilleur temps dans les quatre épreuves spéciales disputées et offre à la 205 Turbo 16 sa première victoire, deux minutes devant Alén (qui a perdu un peu de temps à cause d'une petite sortie de route). Troisième à quatre minutes, Toivonen obtient son premier résultat de la saison tandis que la quatrième place de Blomqvist assure le titre mondial à Audi. Cinquième, Kankkunen est parvenu à se maintenir devant Eklund. Meilleur pilote non nordique, Saby se classe huitième derrière Pitkanen. Seizième sur son Opel, Metsamäki s'impose en groupe A. Près de la moitié des équipages ont abandonné, seulement soixante-quatorze ayant atteint l'arrivée.

### Classements intermédiaires
Classements intermédiaires des pilotes après chaque épreuve spéciale

### Classement général

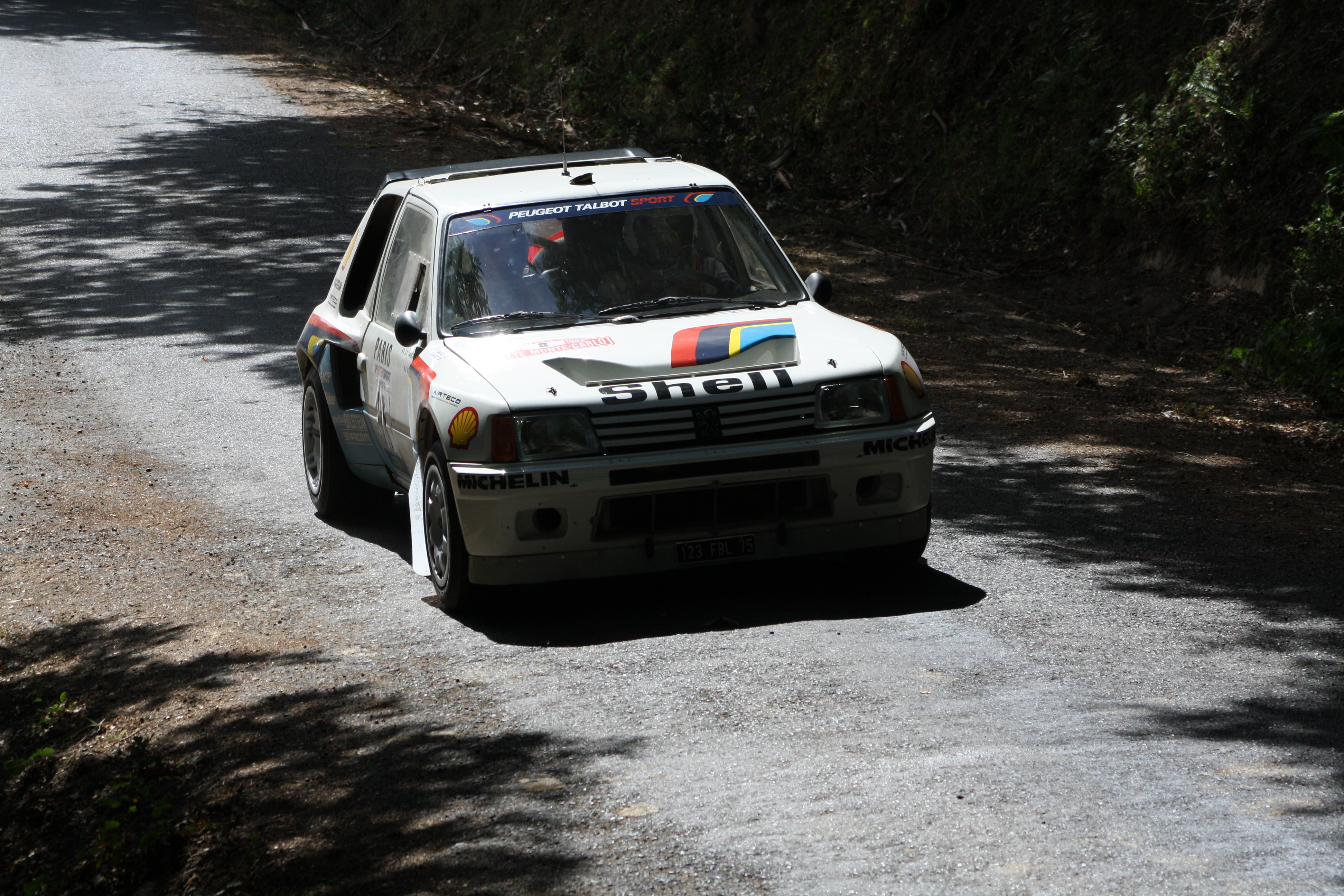
Premier succès mondial pour la Peugeot 205 Turbo 16, aux mains d'Ari Vatanen.

| Pos | No | Pilote         | Copilote                | Voiture                     | Temps           | Écart         | Groupe |
| --- | -- | -------------- | ----------------------- | --------------------------- | --------------- | ------------- | ------ |
| 1   | 4  | Ari Vatanen    | Terry Harryman          | Peugeot 205 Turbo 16        | 4 h 08 min 49 s |               | B      |
| 2   | 2  | Markku Alén    | Ilkka Kivimäki          | Lancia Rally 037            | 4 h 10 min 49 s | + 2 min 00 s  | B      |
| 3   | 10 | Henri Toivonen | Juha Piironen           | Lancia Rally 037            | 4 h 12 min 57 s | + 4 min 08 s  | B      |
| 4   | 3  | Stig Blomqvist | Björn Cederberg         | Audi Quattro A2             | 4 h 14 min 01 s | + 5 min 12 s  | B      |
| 5   | 11 | Juha Kankkunen | Fred Gallagher          | Toyota Celica Twincam Turbo | 4 h 19 min 39 s | + 10 min 50 s | B      |
| 6   | 6  | Per Eklund     | Dave Whittock           | Audi Quattro A2             | 4 h 20 min 18 s | + 11 min 29 s | B      |
| 7   | 12 | Erkki Pitkänen | Rolf Mesterton          | Nissan 240RS                | 4 h 33 min 58 s | + 25 min 09 s | B      |
| 8   | 15 | Bruno Saby     | Jean-François Fauchille | Renault 5 Turbo             | 4 h 35 min 26 s | + 26 min 37 s | B      |
| 9   | 23 | Jouko Pöysti   | Reijo Savolin           | Opel Ascona 400             | 4 h 36 min 37 s | + 27 min 48 s | B      |
| 10  | 24 | Kalevi Aho     | Timo Hakala             | Opel Manta 400              | 4 h 36 min 51 s | + 28 min 02 s | B      |

### Équipages de tête
- ES1 à ES3 :  Stig Blomqvist -  Björn Cederberg (Audi Quattro A2)
- ES4 à ES12 :  Markku Alén -  Ilkka Kivimäki (Lancia Rally 037)
- ES13 à ES51 :  Ari Vatanen -  Terry Harryman (Peugeot 205 Turbo 16)

### Vainqueurs d'épreuves spéciales
- Ari Vatanen -  Terry Harryman (Peugeot 205 Turbo 16) : 31 spéciales (ES 7, 9 à 11, 13 à 20, 24, 27 à 34, 36, 37, 42, 44, 45, 47 à 51)
- Markku Alén -  Ilkka Kivimäki (Lancia Rally 037) : 11 spéciales (ES 3 à 6, 8, 11, 21, 35, 42, 43, 47)
- Henri Toivonen -  Juha Piironen (Lancia Rally 037) : 7 spéciales (ES 21, 25, 26, 38 à 41)
- Hannu Mikkola -  Arne Hertz (Audi Sport Quattro) : 3 spéciales (ES 12, 21, 22)
- Stig Blomqvist -  Björn Cederberg (Audi Quattro A2) : 3 spéciales (ES 1, 23, 46)

- Markku Alén avait remporté l'ES 2 avant que les résultats ne soient annulés à la suite d'un accident.

## Résultats des principaux engagés
| No | Pilote             | Copilote                | Voiture                     | Groupe | Classement général                             | Class. groupe |
| -- | ------------------ | ----------------------- | --------------------------- | ------ | ---------------------------------------------- | ------------- |
| 1  | Hannu Mikkola      | Arne Hertz              | Audi Sport Quattro          | B      | ab. dans la 26e spéciale (sortie de route)     | -             |
| 2  | Markku Alén        | Ilkka Kivimäki          | Lancia Rally 037            | B      | 2e à 2 min 00 s                                | 2e            |
| 3  | Stig Blomqvist     | Björn Cederberg         | Audi Quattro A2             | B      | 4e à 5 min 12 s                                | 4e            |
| 4  | Ari Vatanen        | Terry Harryman          | Peugeot 205 Turbo 16        | B      | 1er                                            | 1er           |
| 5  | Björn Waldegård    | Hans Thorszelius        | Toyota Celica Twincam Turbo | B      | ab. après la 26e spéciale (moteur)             | -             |
| 6  | Per Eklund         | Dave Whittock           | Audi Quattro A2             | B      | 6e à 11 min 29 s                               | 6e            |
| 7  | Michèle Mouton     | Fabrizia Pons           | Audi Sport Quattro          | B      | ab. après la 20e spéciale (hors délai)         | -             |
| 8  | Pentti Airikkala   | Seppo Harjanne          | Nissan 240RS                | B      | ab. dans la 24e spéciale (boîte de vitesses)   | -             |
| 9  | Lasse Lampi        | Pentti Kuukkala         | Audi Quattro A2             | B      | ab. dans la 2e spéciale (moteur)               | -             |
| 10 | Henri Toivonen     | Juha Piironen           | Lancia Rally 037            | B      | 3e à 4 min 08 s                                | 3e            |
| 11 | Juha Kankkunen     | Fred Gallagher          | Toyota Celica Twincam Turbo | B      | 5e à 10 min 50 s                               | 5e            |
| 12 | Erkki Pitkänen     | Rolf Mesterton          | Nissan 240RS                | B      | 7e à 25 min 09 s                               | 7e            |
| 13 | Antero Laine       | Risto Virtanen          | Audi Quattro A2             | B      | ab. dans la 24e spéciale (demi-arbre)          | -             |
| 14 | Terry Kaby         | Kevin Gormley           | Nissan 240RS                | B      | 12e à 33 min 11 s                              | 12e           |
| 15 | Bruno Saby         | Jean-François Fauchille | Renault 5 Turbo             | B      | 8e à 26 min 37 s                               | 8e            |
| 16 | Philippe Wambergue | Jean De Alexandris      | Citroën Visa 1000 Pistes    | B      | ab. dans la 5e spéciale (transmission)         | -             |
| 17 | Maurice Chomat     | Didier Breton           | Citroën Visa 1000 Pistes    | B      | ab. dans la 10e spéciale (transmission)        | -             |
| 18 | Christian Rio      | Jean-Bernard Vieu       | Citroën Visa 1000 Pistes    | B      | 18e à 45 min 00 s                              | 17e           |
| 19 | Mikael Ericsson    | Rolf Melleroth          | Audi 80 Quattro             | A      | ab. dans la 35e spéciale (tringlerie de boîte) | -             |
| 20 | Kalle Grundel      | Peter Diekmann          | Volkswagen Golf GTI         | A      | ab. dans la 9e spéciale (sortie de route)      | -             |
| 21 | Mikael Sundström   | Voitto Silander         | Fiat Ritmo Abarth 130 TC    | A      | ab. dans la 35e spéciale (boîte de vitesses)   | -             |
| 23 | Jouko Pöysti       | Reijo Savolin           | Opel Ascona 400             | B      | 9e à 27 min 48 s                               | 9e            |
| 24 | Kalevi Aho         | Timo Hakala             | Opel Manta 400              | B      | 10e à 28 min 02 s                              | 10e           |
| 25 | Teemu Tahko        | Juha Repo               | Opel Manta i200             | B      | 14e à 40 min 14 s                              | 14e           |
| 26 | Peter Geitel       | Kaj Häkkinen            | Nissan 240RS                | B      | 11e à 31 min 09 s                              | 11e           |
| 28 | Mika Arpiainen     | Timo Hantunen           | Audi 80 Quattro             | A      | ab. dans la 17e spéciale                       | -             |
| 29 | Risto Kauppinen    | Timo Hirvelä            | Ford Escort RS              | B      | 13e à 35 min 00 s                              | 13e           |
| 33 | Tomi Palmqvist     | Juha Saarinen           | Ford Escort RS              | B      | ab. dans la 31e spéciale                       | -             |
| 56 | Olivier Tabatoni   | Jean De Alexandris      | Citroën Visa 1000 Pistes    | B      | 15e à 41 min 47 s                              | 15e           |
| 58 | Timo Metsamäki     | Juhani Isotalo          | Opel Ascona i2000           | A      | 16e à 43 min 33 s                              | 1er           |

## Classements des championnats à l'issue de la course

### Constructeurs
- Attribution des points : 10, 9, 8, 7, 6, 5, 4, 3, 2, 1 respectivement aux dix premières marques de chaque épreuve, additionnés de 8, 7, 6, 5, 4, 3, 2, 1 respectivement aux huit premières de chaque groupe (seule la voiture la mieux classée de chaque constructeur marque des points). Les points de groupe ne sont attribués qu'aux concurrents ayant terminé dans les dix premiers au classement général[2].
- Seuls les sept meilleurs résultats (sur dix épreuves) sont retenus pour le décompte final des points. Audi doit donc décompter les dix points marqués en Corse.

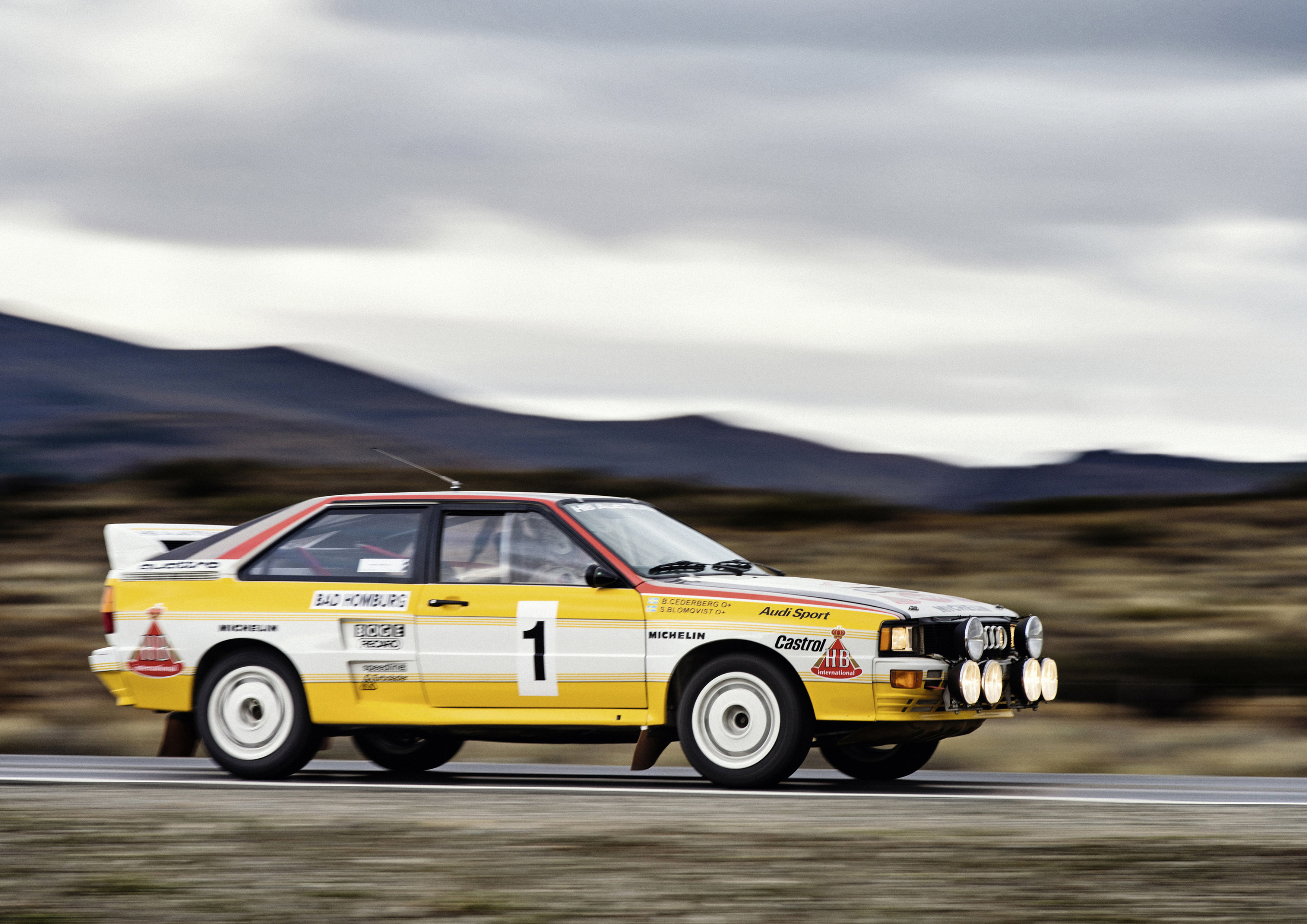
Après la quatrième place en Finlande de Stig Blomqvist sur la Quattro A2, Audi est déjà assuré de remporter un second titre mondial.

| Pos. | Marque     | Points    | M-C  | POR  | SAF  | COR   | ACR  | NZ   | ARG  | FIN  | SAN | RAC |
| ---- | ---------- | --------- | ---- | ---- | ---- | ----- | ---- | ---- | ---- | ---- | --- | --- |
| 1    | Audi       | 116 (126) | 10+8 | 10+8 | 8+6  | (6+4) | 10+8 | 10+8 | 10+8 | 7+5  |     |     |
| 2    | Lancia     | 102       | 6+4  | 9+7  | 7+5  | 10+8  | 8+6  | 9+7  | -    | 9+7  |     |     |
| 3    | Renault    | 55        | 7+5  | 6+4  | -    | 8+6   | -    | -    | 7+8  | 3+1  |     |     |
| 4    | Toyota     | 48        | -    | 3+7  | 10+8 | -     | -    | 6+4  | -    | 6+4  |     |     |
| 5    | Peugeot    | 38        | -    | -    | -    | 7+5   | -    | -    | 4+4  | 10+8 |     |     |
| 5=   | Nissan     | 38        | 1+1  | -    | 6+4  | -     | 5+3  | 7+5  | -    | 4+2  |     |     |
| 7    | Opel       | 31        | -    | -    | 9+7  | 2+0   | -    | -    | 6+5  | 2+0  |     |     |
| 8    | Volkswagen | 21        | 2+7  | 4+8  | -    | -     | -    | -    | -    | -    |     |     |
| 9    | Subaru     | 11        | -    | -    | -    | -     | -    | 3+8  | -    | -    |     |     |
| 10   | Alfa Romeo | 9         | -    | -    | -    | 1+8   | -    | -    | -    | -    |     |     |
| 11   | Ford       | 6         | -    | -    | -    | -     | -    | 4+2  | -    | -    |     |     |
| 12   | Citroën    | 4         | -    | 2+2  | -    | -     | -    | -    | -    | -    |     |     |
| 13   | Mazda      | 2         | -    | -    | -    | -     | 2+0  | -    | -    | -    |     |     |
| 13=  | Vauxhall   | 2         | -    | 1+1  | -    | -     | -    | -    | -    | -    |     |     |
| 13=  | Mitsubishi | 2         | -    | -    | -    | -     | -    | 1+1  | -    | -    |     |     |

### Pilotes
- Attribution des points : 20, 15, 12, 10, 8, 6, 4, 3, 2, 1 respectivement aux dix premiers de chaque épreuve.
- Seuls les sept meilleurs résultats (sur douze épreuves) sont retenus pour le décompte final des points.

| Pos. | Pilote              | Marque  | Points | M-C | SUE | POR | SAF | COR | ACR | NZ | ARG | FIN | SAN | CIV | RAC |
| ---- | ------------------- | ------- | ------ | --- | --- | --- | --- | --- | --- | -- | --- | --- | --- | --- | --- |
| 1    | Stig Blomqvist      | Audi    | 113    | 15  | 20  | -   | -   | 8   | 20  | 20 | 20  | 10  |     |     |     |
| 2    | Markku Alén         | Lancia  | 90     | 3   | -   | 15  | 10  | 20  | 12  | 15 | -   | 15  |     |     |     |
| 3    | Hannu Mikkola       | Audi    | 86     | 12  | -   | 20  | 12  | -   | 15  | 12 | 15  | -   |     |     |     |
| 4    | Attilio Bettega     | Lancia  | 34     | 8   | -   | 12  | -   | 4   | 10  | -  | -   | -   |     |     |     |
| 5    | Massimo Biasion     | Lancia  | 31     | 6   | -   | 10  | -   | 15  | -   | -  | -   | -   |     |     |     |
| 6    | Björn Waldegård     | Toyota  | 28     | -   | -   | -   | 20  | -   | -   | 8  | -   | -   |     |     |     |
| 7    | Walter Röhrl        | Audi    | 26     | 20  | -   | 6   | -   | -   | -   | -  | -   | -   |     |     |     |
| 8    | Timo Salonen        | Nissan  | 21     | 1   | -   | -   | 4   | -   | 6   | 10 | -   | -   |     |     |     |
| 9    | Ari Vatanen         | Peugeot | 20     | -   | -   | -   | -   | -   | -   | -  | -   | 20  |     |     |     |
| 9=   | Jean Ragnotti       | Renault | 20     | -   | -   | 8   | -   | 12  | -   | -  | -   | -   |     |     |     |
| 11   | Per Eklund          | Audi    | 18     | -   | 12  | -   | -   | -   | -   | -  | -   | 6   |     |     |     |
| 12   | Michèle Mouton      | Audi    | 15     | -   | 15  | -   | -   | -   | -   | -  | -   | -   |     |     |     |
| 12=  | Rauno Aaltonen      | Opel    | 15     | -   | -   | -   | 15  | -   | -   | -  | -   | -   |     |     |     |
| 14   | Jorge Recalde       | Audi    | 12     | -   | -   | -   | -   | -   | -   | -  | 12  | -   |     |     |     |
| 14=  | Henri Toivonen      | Lancia  | 12     | -   | -   | -   | -   | -   | -   | -  | -   | 12  |     |     |     |
| 14=  | Shekhar Mehta       | Nissan  | 12     | -   | -   | -   | 8   | -   | 4   | -  | -   | -   |     |     |     |
| 17   | Jean-Luc Thérier    | Renault | 10     | 10  | -   | -   | -   | -   | -   | -  | -   | -   |     |     |     |
| 17=  | Mats Jonsson        | Opel    | 10     | -   | 10  | -   | -   | -   | -   | -  | -   | -   |     |     |     |
| 17=  | Jean-Pierre Nicolas | Peugeot | 10     | -   | -   | -   | -   | 10  | -   | -  | -   | -   |     |     |     |
| 17=  | Mario Stillo        | Renault | 10     | -   | -   | -   | -   | -   | -   | -  | 10  | -   |     |     |     |